# Эвтаназия в Великобритании
Активная эвтаназия является незаконной в Великобритании.

## Пассивная эвтаназия
Несмотря на то, что активное прекращение жизни пациента является преступлением, многие врачи все же помогают своим пациентам исполнить их желания, прекращая лечение и уменьшая боль, «согласно статье 2006 года в газете Гардиан». Однако это делается только тогда, когда врачи чувствуют, что «до смерти осталось несколько дней, и после консультации с пациентами, родственниками или другими врачами».

### Предварительное решение
В Англии и Уэльсе люди могут принять предварительное решение или назначить доверенное лицо в соответствии с Законом о психической дееспособности 2005 года. В силу этого закона заблаговременное решение об отказе от лечения (ADRT) приобрело законную силу среди врачей, пациентов и их семей. Оно предназначено для заблаговременного отказа от жизненно важного лечения в случае отсутствия у человека умственных способностей и должно рассматриваться соответствующим медицинским персоналом как действительное и применимое.

### Перманентное вегетативное состояние
В июле 2018 года Верховный суд Великобритании вынес решение по делу An NHS Trust и другие (ответчики) против Y (его судебный друг, официальный адвокат) и других (апеллянты), согласно которому для прекращения лечения пациентов в перманентном вегетативном состоянии не требуется юридическое разрешение.
Впоследствии, в декабре 2018 года, Британская медицинская ассоциация и Королевский колледж врачей совместно опубликовали руководство о том, когда врачам разрешается допустить смерть пациентов. Председатель комитета по этике в BMA Джон Чисхолм сказал: «Цель медицинского лечения — не просто продлить жизнь любой ценой».

## Регицид
В январе 1936 года, когда король Георг V лежал в коме на смертном одре, его врач ввел ему смертельные дозы морфия и кокаина, чтобы ускорить его смерть и объявить о ней в утренних газетах, а не в менее подходящих для этого вечерних журналах.

## Доктрина двойного эффекта
В то время как эвтаназия остается незаконной в Великобритании, нередки случаи, когда смерть пациента ускоряется, а врач, вызвавший смерть, не несет никаких юридических последствий. Так, лорд Гофф постановил в деле Airedale NHS Trust против Бланда, что врачи, которые намеренно делают все необходимое и уместное, чтобы облегчить боль и страдания пациента, даже предвидя возможные неизлечимые последствия, считаются юридически защищенными в случае ускорения наступления смерти.

## Ассистированный суицид
Ассистированный суицид связан с добровольной эвтаназией, но отличается от нее. Добровольная эвтаназия — это акт прекращения жизни другого человека с целью облегчения его страданий. Ассистированный суицид — это прекращение собственной жизни с помощью другого человека. Выражение «помощь при смерти» часто используется вместо ассистированного суицида сторонниками легализации и средствами массовой информации, когда речь идет о ассистированном суициде для облегчения страданий. Фраза «помощь при смерти» также используется политиками, когда законопроекты предлагаются в парламенте.

## Детская эвтаназия
Наффилдский совет по биоэтике начал расследование интенсивной терапии в фетальной и неонатальной медицине, изучая этические, социальные и юридические вопросы, которые могут возникнуть при принятии решений о лечении крайне недоношенных детей.